# Veli Kızılkaya
Veli Kızılkaya (* 1. Februar 1985 in Altıntaş) ist ein türkischer Fußballspieler.

## Karriere

### Verein
Kızılkaya begann mit dem Vereinsfußball in seiner Heimatstadt in der Jugend von Özel İdare Köy Hizmetleri SK und wechselte 2001 in die Jugend von Kütahyaspor. Zum Sommer 2003 erhielt der 18-Jährige einen Profivertrag und wurde langsam an die Profimannschaft herangeführt. In seiner ersten Saison machte er sieben Viertligaspiele und eroberte sich in der zweiten Saison einen Stammplatz.
2005 wechselte er zum Drittligisten Kahramanmaraşspor. Hier entwickelte er sich zu einem der Shootingstars der Liga und wurde auch für die türkische U-21-Nationalmannschaft nominiert.
Nach drei Spielzeiten für Kahramanmaraşspor wechselte er zum Ligakonkurrenten Bucaspor. Mit dieser Mannschaft stieg er in seiner ersten Saison als Meister der TFF 2. Lig in die TFF 1. Lig und in der darauffolgenden Saison als Vizemeister der 1. Lig in die Süper Lig auf. Kızılkaya zählte während dieser Zeit zu den Leistungsträgern.
Nachdem er die Hinrunde der Spielzeit 2010/11 für Bucaspor in der Süper Lig gespielt hatte, wechselte er zur Rückrunde zum Zweitligisten Kayseri Erciyesspor. Dort blieb er nur bis zum Saisonende und zog dann weiter zu Boluspor.
Zum Sommer 2012 löste er seinen Vertrag mit Boluspor vorzeitig auf und wechselte zum Ligakonkurrenten Göztepe Izmir. Nachdem Göztepe am Saisonende 2012/13 den Klassenerhalt verpasst hatte, wechselte er zum Zweitligisten Adanaspor. Bereits zum Sommer 2014 verließ er Adanaspor und heuerte stattdessen beim Ligarivalen Şanlıurfaspor an. Im Januar 2016 verließ er diesen Klub wieder.
Im Sommer 2018 wechselte er wieder zu Adanaspor, diesmal für anderthalb Jahre bis zum Januar 2020. Bis September 2020 stand Kızılkaya dann bei Tuzlaspor unter Vertrag, bis er diesen Verein noch in derselben Saison wieder verließ und bis Anfang 2021 zu Afjet Ayfonspor transferierte. Daraufhin spielte er beim Zweitligisten Sancaktepe FK, den er zur Saison 21/22 im Juni 2021 jedoch verließ. Er stand anschließend bis November 2022 bei Kütahyaspor unter Vertrag. Seitdem ist er vereinslos.

### Nationalmannschaft
Während seiner Zeit bei Kahramanmaraşspor wurde Kızılkaya einmal für die türkische U-21-Nationalmannschaft nominiert und kam zu einem Einsatz.

## Erfolge
Mit Bucaspor
- Meister der TFF 2. Lig und Aufstieg in die TFF 1. Lig: 2008/09
- Vizemeister der TFF 1. Lig und Aufstieg in die Süper Lig: 2009/10